# Bara Bönder
Schackklubben Bara Bönder är en schackklubb med bas i Lunds kommun (tidigare i Svedala kommun). Den grundades 1977. Klubben har regelbunden ungdomsverksamhet i Staffanstorp, Dalby och Bara. Klubbens ordförande och huvudtränare är Roland Thapper.
Tidigare hade klubben en allians med schackklubben Södra Sandby Schacksällskap, men den senare lades ner 2017.
Klubben har fostrat två landslagsspelare i schack; herrlandslagets Nils Grandelius och damlandslagets Christin Andersson.